# Volny József
Volny József (Szepesolaszi, 1819. március 12. – Osgyán, 1878. szeptember 14.) kohómérnök, az ózdi és a salgótarjáni kohászat fontos egyénisége.

## Élete, munkássága
Apja Volny (Wolny) János (?–1831), anyja Sommer Anna Mária, akik hat gyermeket, négy fiút és két lányt neveltek. Az apa feltehetően szlovák, az anya pedig szepességi német származású.
Szepesolasziban járt elemi iskolába, de apja korai halála miatt továbbtanulását csak a rokonok segítségével tudta folytatni. Gimnáziumi tanulmányait Kassán folytatta 1831 és 1939 között, majd rövid filozófiai és jogi tanulmányok után 1841-ben ösztöndíjjal a Selmeci Akadémiára került, ahol 1844-ben fejezte be tanulmányait.
Végzett mérnökként 1844-től a besztercebányai bányáknál dolgozott kamarai alkalmazottként. Az 1848–49-es szabadságharc idején tagja lett egy félreguláris önkéntes csapatnak, és fegyverese csatákban is részt vett. A világosi fegyverletétel után egy ideig bujdosott. 1849–50-ben a pohorellai vasgyár kohómérnöke, majd 1850-től 1852-ig a máriavölgyi kohó vezetője volt. 1852-től négy évig gróf Nádasdy Tamás betléri vasgyárának igazgatója volt, s ezalatt a hanyatló gyárat felvirágoztatta. 1856-ban a pár évvel korábban létrejött Rimamurányvölgyi Vasmű Egyesület (RVE) főfelügyelője lett (az egyesület a Murányi Unió és a Rimai Coalitio nevű kohászati vállalkozáscsoportok fúziójaként jött létre 1852-ben). A társaság Volny megválasztásakor bővítette a főfelügyelő jogkörét: a választmány előzetes beleegyezése nélkül gyárépületeket építhetett, erőműveket létesíthetett, gépeket szerezhetett be, fejleszthette a társaság szénvagyonát. Volny tevékenysége nyomán a társaság tevékenysége felvirágzott. Megindult a vasművek fejlesztése, a nyersvasgyártás fokozása, számos területen korszerűsítéseket hajtott végre. Sokat utazott, útjai során tanulmányozta a fejlettebb kohászattal rendelkező országok gyárait és az ott alkalmazott technológiákat. 1861 és 1863 között az ő irányításával Nádasdon új hengerlő gyárat építettek 300 899 forintból, amely az 1864-es próbaüzemet követően 1865 tavaszától működött üzemszerűen (nyolc keverőkemencével, három hengersorral, négy forrasztó és két lemezfrissítő kemencével). A gyár Európa egyik legkorszerűbb üzemének számított. Felszámolta az egyesület tulajdonában lévő, de gazdaságtalanul termelő rásztocsnói és császárpataki frisstüzeket, a hlinaneci hámort. Az RVE az 1853–54-es és az 1866–67-es üzleti év között a hengereltáru-termelését megötszörözte, az évi tiszta nyeresége pedig közel kétszeresére nőtt. Fontos feladatának tekintette a vállalkozáscsoport kereskedelmi tevékenységének fellendítését is, beutazta a Balkánt, és ennek nyomán sikerült betörni a bukaresti piacra, ahol az angol termékek versenytársává vált az ózdi gyár. Sikereire az egyesület vezetői féltékenyek lettek, megromlott a viszony köztük, és Volny 1871-ben felmondott.
Andrássy Manó gróf kezdeményezésére 1868-ban alakult meg a Salgótarjáni Vasfinomító Társulat, amely a térség néhány vasgyártó érdekeltségét fogta össze. Salgótarjánban azonban hamarosan veszteségessé vált a termelés, komoly gondokkal küzdöttek, és ilyen körülmények között Volny Józsefet kérték fel a vezérigazgatói teendők ellátására. A vállalat működőképességét hamar helyreállította, majd rövid időn belül gazdaságossá is tette.
1874-ben nyugállományba vonult, de tanácsadóként ezt követően is számot tartottak szakértelmére. 1878. szeptember 14-én hunyt el birtokán, a Gömör megyei Osgyánban.

## Szakirodalmi tevékenysége
Volny József komoly szakirodalmi munkásságot is folytatott:
- Az Ipoly-sajóvölgyi vasút és a felsőmagyarországi vasipar. Magyar Sajtó, 1857. 120. sz.
- A kassai iparkiállítás. Magyar Sajtó, 1857. 165. sz.
- Vasiparunk. Pesti Napló, 1860. 14., 15., 19. sz.
- Vasiparunk. Országos Nagy Naptár 1862–98-re.
- Vasiparunk és a szabad kereskedés. Anyagi Érdekeink, 1865.
- Gömör megye bányaipara. In: Hunfalvy János szerk.: Gömör és Kishont törvényesen egyesült vármegyének leírása. Pest, 1867. 256–296. oldal.
- A bizottsági bányatörvény-javaslat. Pest, 1871.